# Clara Viebig
Clara Viebig, född 1860 i Trier, död 1952 i Västberlin, var en tysk författare. Hon skrev naturalistiska romaner och noveller med samhällskritiska drag, som Kinder der Eifel (1897), Das Kreuz im Venn (1908) och Der Vielgeliebte und die Vielgehasste (1935). Hon var från 1896 gift med förläggaren Fritz Cohn i Berlin.

## Böcker på svenska
- På gungande grund: konstnärsroman (översättning Andrea Hedberg, Fritze, 1903)
- Den slumrande hären (översättning Louise Arosenius, Hierta, 1904)
- Rhenlandsdöttrar (översättning Andrea Hedberg, Fritze, 1904)
- Vårt dagliga bröd (översättning Huck Leber, Fritze, 1905)
- Naturmakter: berättelser (översättning Signild Wejdling, Hierta, 1905)
- En moders son: roman (översättning Signild Wejdling, Hierta, 1906)
- Absolvo te: roman (översättning Signild Wejdling, Hierta, 1907)
- Korset på myren (översättning Signild Wejdling, Hierta, 1909)
- Helig enfald: noveller (Die heilige Einfalt) (översättning Signild Wejdling, Hierta, 1910)
- Utanför portarna (översättning Anna Nordenström, Hierta, 1911)
- Livets dilettanter (översättning S. Gustafsson, Holmquist, 1917)
- Hekubas döttrar: en roman från vår tid (översättning Hanny Flygare, Norstedt, 1917)